# قطعنامه ۱۷۲۸ شورای امنیت
قطعنامه  ۱۷۲۸ شورای امنیت سازمان ملل متحد که در تاریخ ۱۵ دسامبر ۲۰۰۶ تصویب شد، سندی بین‌المللی دربارهٔ بررسی وضعیت در قبرس است. این قطعنامه طی نشست ۵۵۹۳ام با ۱۵ رای موافق، ۰ مخالف و ۰ ممتنع تصویب شد.